# Stefano Gregorio
Stefano Gregorio (Lezzeno, 22 december 1966) is een Italiaans voormalig waterskiër.

## Levensloop
Gregorio werd eenmaal wereldkampioen en driemaal Europees kampioen in de Formule 1 van het waterski racing. Daarnaast won hij tweemaal de Diamond Race.
Zijn dochter Giorgia is actief in het wakeboarden.

## Palmares
Formule 1
- 1989:  Europees kampioenschap
- 1990:  Diamond Race
- 1991:  Wereldkampioenschap
- 1991:  Diamond Race
- 1992:  Europees kampioenschap
- 1992:  Diamond Race
- 1993:  Wereldkampioenschap[1]
- 1993:  Diamond Race
- 1994:  Europees kampioenschap
- 1995:  Wereldkampioenschap